# آپاتئو
آپاتئو (به لاتین: Apateu) یک منطقهٔ مسکونی در رومانی است که در شهرستان آراد واقع شده‌است.